# Monsieur Zucker joue son va-tout
Pour plus de détails, voir Fiche technique et Distribution.
Monsieur Zucker joue son va-tout (Alles auf Zucker!) est un film allemand réalisé par Dani Levy, sorti en 2004.

## Synopsis
Jakob Zuckermann alias Jaeckie Zucker, ex-journaliste sportif en RDA, est criblé de dettes de jeu et compte sur une compétition de billard pour se refaire. Il apprend finalement que sa mère vient de mourir et compte sur son héritage. Mais celle-ci a mis une clause : pour toucher l'héritage, Zucker doit se réconcilier avec son frère pendant la période de deuil de sept jours. Zucker est donc rejoint par sa famille, très pieuse. Il a lui-même abandonné la religion juive mais essaie de faire croire à sa famille que ce n'est pas le cas. Par ailleurs, il feint une crise cardiaque pour aller participer au tournoi de billard.

## Fiche technique
- Titre : Monsieur Zucker joue son va-tout
- Titre original : Alles auf Zucker!
- Réalisation : Dani Levy
- Scénario : Dani Levy et Holger Franke
- Musique : Niki Reiser
- Photographie : Carl-Friedrich Koschnick
- Montage : Elena Bromund
- Production : Manuela Stehr
- Société de production : X-Filme Creative Pool et Arte
- Société de distribution : X Verleih AG (Allemagne), First Run Features (États-Unis)
- Pays :  Allemagne
- Genre : Comédie dramatique
- Durée : 95 minutes
- Dates de sortie : 
  -  Allemagne : 31 décembre 2004 (Hambourg), 6 juin 2005

## Distribution
- Henry Hübchen : Jakob « Jaeckie Zucker » Zuckermann
- Hannelore Elsner : Marlene Zuckermann
- Udo Samel : Samuel Zuckermann
- Gołda Tencer : Golda Zuckermann
- Steffen Groth : Thomas Zuckermann
- Anja Franke : Jana Zuckermann
- Sebastian Blomberg : Joshua Zuckermann
- Elena Uhlig : Lilly Zuckermann
- Rolf Hoppe : Rabbi Ginsberg
- Inga Busch : Irene Bunge
- Antonia Adamik : Sarah Zuckermann
- Renate Krößner : Linda
- Axel Werner : Eddy Dürr
- Gada Hammoudah : Janice
- Tatjana Blacher : Tatjana

## Distinctions
Le film a reçu 10 nominations aux Deutscher Filmpreis et a remporté 6 prix : Meilleur film, Meilleur réalisateur, Meilleur acteur pour Henry Hübchen, Meilleur scénario, Meilleure musique et Meilleurs costumes.